# 超ハジバム the FINAL。〜さらば平成〜
『超ハジバム the FINAL。～さらば平成～』(チョウハジバムザファイナル～サラバヘイセイ～)はハジ→４枚目のメジャーオリジナルアルバムである。2018年12月5日発売。発売元はEMI Records。

## 解説
- オリジナルアルバムとしては前作『超ハジバム3。』から約2年ぶりのリリースとなる、オリジナルアルバム。この作品の1年前に、ベストアルバム『コラボ de ハジベスト。』をリリースしている。
- 初回限定盤には、ハジ→本人の副音声付きで歴代ライブ作品から思い出に残るベストテイクを厳選収録＆『カタオモイ。』MV&メイキング映像を収録したDVDを付属。

## 収録曲

### CD
1. 春夏秋冬。   作詞・作曲　ハジ→    映画『夏の夜空と秋の夕日と冬の朝と春の風』より「桜咲く頃に君と(主演：市原隼人)」主題歌
2. May Day。   作詞・作曲　ハジ→
3. 宝島。   作詞・作曲　ハジ→    メジャー10thシングルカップリング
4. カタオモイ。   作詞・作曲　ハジ→    メジャー11thシングル  ※ハジ→×歌ネット第2弾楽曲
5. あの空を見上げながら。   作詞・作曲　ハジ→    メジャー2nd配信シングル  ※ハジ→×歌ネット第1弾楽曲
6. 恋ノ夢。feat. erica   作詞　ハジ→・erica　作曲　ハジ→    メジャー10thシングル
7. 10年前のキミへ。   作詞・作曲　ハジ→
8. 我はNOを言エル人にナル。   作詞・作曲　ハジ→
9. 道。   作詞・作曲　ハジ→    メジャー9thシングル
10. あなたを守るために。〜母の歌〜    作詞・作曲　ハジ→    ※ハジ→×歌ネット第3弾楽曲
11. ケセラセラ♪♪♪。   作詞・作曲　ハジ→    メジャー9thシングルカップリング
12. 僕らの生きる勇気。feat. MAYA   作詞・作曲　ハジ→    メジャー11thシングルカップリング
13. さぁゆこうかな。   作詞・作曲　ハジ→

### DVD
1. ハジ→From→仙台。/踊れジャポネ→ゼ♪♪。/ずっと。 [(ど￣(エ)￣や)b 顔ツア→ 2012 ハジ→めてのワンマン in 東京ファイナル ～風邪っぴきでも、ええぢゃないかっ♪♪。～]
2. ハジ→From→仙台。/EVERY☆BODYww♪♪。/ネバ→エンド☆。/Only One。 [超ハジバム。ツア→♪♪。 ～俺がお前を幸せにする 2013～]
3. HAZZIE's MUSIC SHOWCASE。/for YOU。 [ハジ→見参☆春爛漫ツア→♪♪。 ～おい!生でやらかすぞっ!!○◎(20￣(エ)￣14)b]
4. ヘイ・ユ→!!!!。/more BEAUTIFUL☆。/sumire。 [超ハジバム2。ツア→♪♪。 ～sumire。いつまでも俺は君を歌うよ 2015～]
5. ハジ→From→仙台。/ずっと。/ぱぴぷぺぱーり→。/絆。 [ハジベスト。ツアー♪♪。 ～ありがとう、これからもよろしくね☆ 2016～]
6. ワンチャンス☆♪。/逆転満塁ホ→ムラン☆♪。/君と。 [超ハジバム3。ツアー♪♪。 ～日本列島ホール in ワンッ♪ ひとつになろうぜ 2017～]
7. おまえに。 [(ど￣(エ)￣や)b 顔ツア→ 2012 ハジ→めてのワンマン in 東京ファイナル ～風邪っぴきでも、ええぢゃないかっ♪♪。～]
8. カタオモイ。 (Music Video)
9. カタオモイ。 (Making)